# Kaplica św. Małgorzaty w San Ġwann
Kaplica świętej Małgorzaty (malt. Il-kappella ta’ Santa Margerita, ang. Santa Margerita Chapel), znana jako tal-Ħereb, Tal-Imsieraħ, Tal-Arar (Tal-Għarar) oraz Tal-Bakkar – niewielka rzymskokatolicka kaplica w miejscowości San Ġwann na Malcie. Jej patronką jest św. Małgorzata Antiocheńska.

## Historia
Kaplica najprawdopodobniej zbudowana została w XVI wieku, w okresie bliskim Wielkiemu Oblężeniu. W 1575 Pietro Dusina, papieski wysłannik wizytujący kościoły na Malcie, zanotował, że kaplica ma ołtarz, lecz nie ma drzwi ani rektora, ani rzeczy potrzebnych do obrzędów. Salvus Calleja, z racji swojej pobożności, opłacał odprawianie mszy świętej w dzień patronki kaplicy.
W 1605 kaplica, z powodu jej nieużywania, została zdekonsekrowana, lecz poświęcona ponownie przez biskupa Baldassare Cagliaresa w 1618. Zamknięta znów w 1658 przez biskupa Miguela Camarasę. W tym samym roku, na prośbę ówczesnego proboszcza parafii w Birkirkarze, pod którą podlegała wówczas kaplica, biskup wydał zezwolenie dające Giacomo Pullicino i jego rodzinie prawo bycia pochowanym w świątyni. W 1666 wspomniany Giacomo oddał kaplicę odnowioną, ustanowił też fundację na regularne odprawianie niedzielnych mszy świętych.

W 1680 kaplicę wizytował biskup Miguel Jerónimo de Molina; zanotował, iż odwiedził „kaplicę św. Małgorzaty, zwaną Tal-Bakkar”, gdzie odprawił mszę świętą dla okolicznych mieszkańców. To samo uczynił w 1718 biskup Joaquín Canaves. W kaplicy corocznie odbywała się fiesta ku czci patronki świątyni, opłacana przez braci Calleja z Birkirkary.
Z czasem, ponieważ kaplica stała w odludnej okolicy, została zapomniana. Jej wyposażenie padło łupem złodziei, a konstrukcja popadła w stan zaniedbania i została zdewastowana przez wandali.

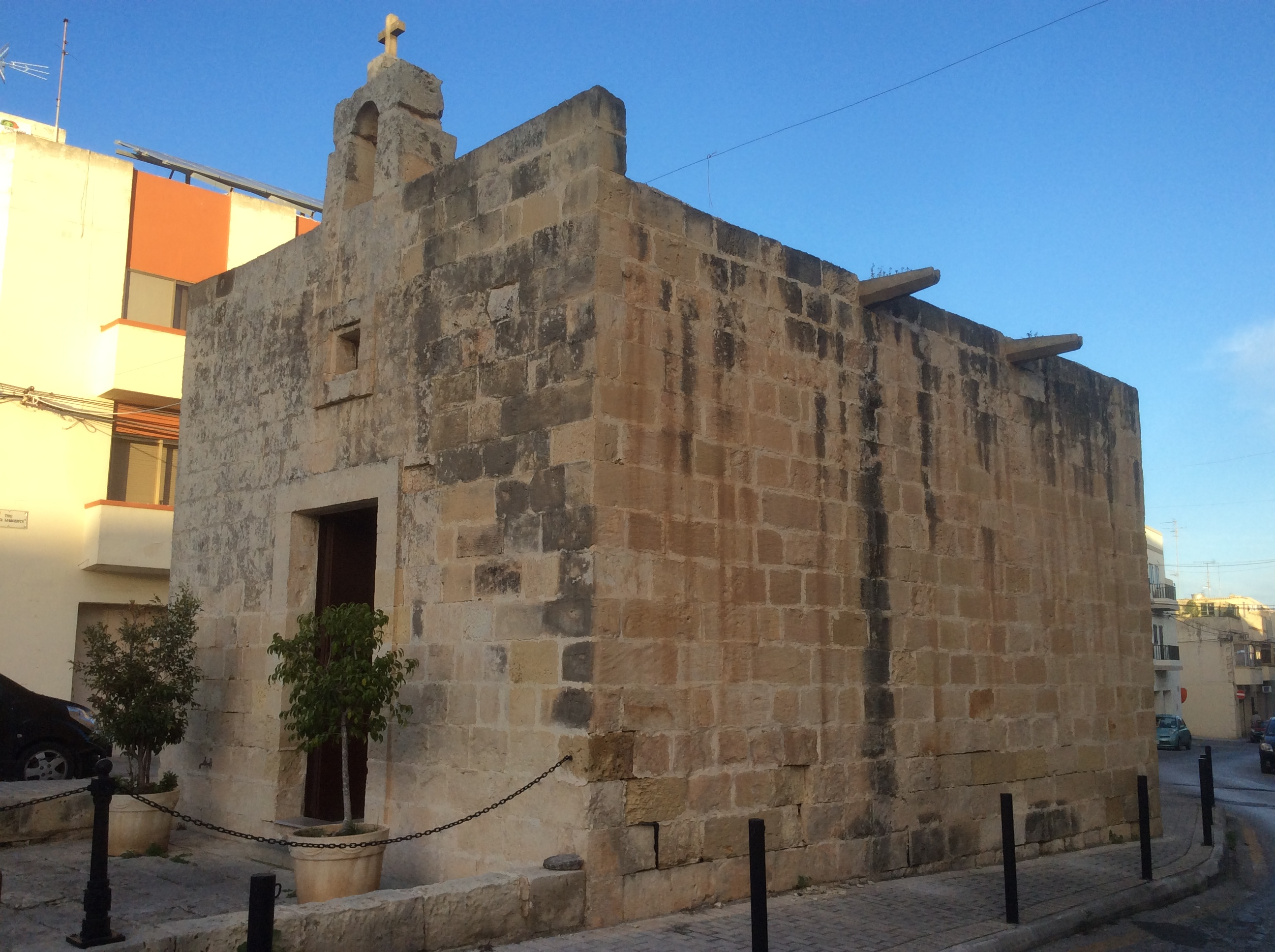
Widoczna różnica między częścią oryginalną (jaśniejsza, z wejściem) a współcześnie odbudowaną

Podczas II wojny światowej budynek kaplicy uległ prawie całkowitemu zniszczeniu. W latach późniejszych powstała wokół niej zabudowa, a mieszkańcy zaczęli starać się o odbudowę świątyni.

## Odbudowa
Kaplica została uznana wartą odbudowy, i 10 lipca 1990 Valletta Rehabilitation Committee rozpoczął prace rekonstrukcyjne. Plany odbudowy kaplicy w jej XVII-wiecznym kształcie opracował architekt Conrad Buhagiar, a budowę poprowadził Innocent Centorino. Odbudowano częściowo zniszczoną fasadę oraz w całości ścianę boczną i dach.

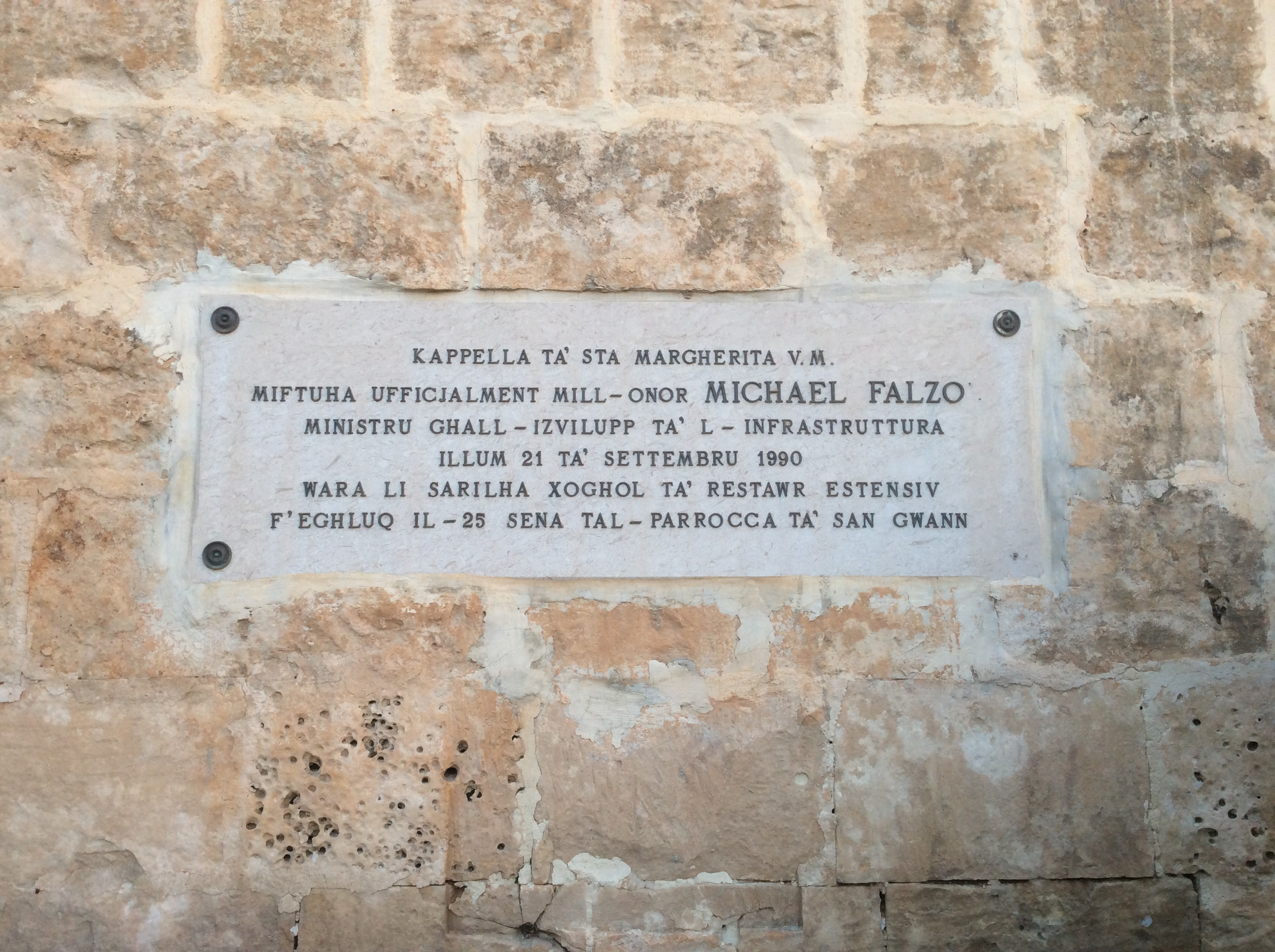
Tablica upamiętniająca odbudowę kaplicy

21 września 1990, w dzień obchodów 25–lecia ustanowienia parafii w San Ġwann, odbudowana kaplica św. Małgorzaty została oficjalnie otwarta przez Michaela Falzona, ówczesnego ministra budownictwa i infrastruktury. Kaplicę poświęcił proboszcz Donat Spiteri, od którego wyszła inicjatywa jej odbudowy.

## Architektura

### Wygląd zewnętrzny
Fasada kaplicy jest prosta. Ponad drzwiami kwadratowe okienko, nad całością góruje niewielki krzyż, ustawiony na małej dzwonnicy typu bell-cot, mieszczącej kiedyś niewielki dzwonek. Po bokach kamienne rynny odprowadzające wody opadowe z dachu.

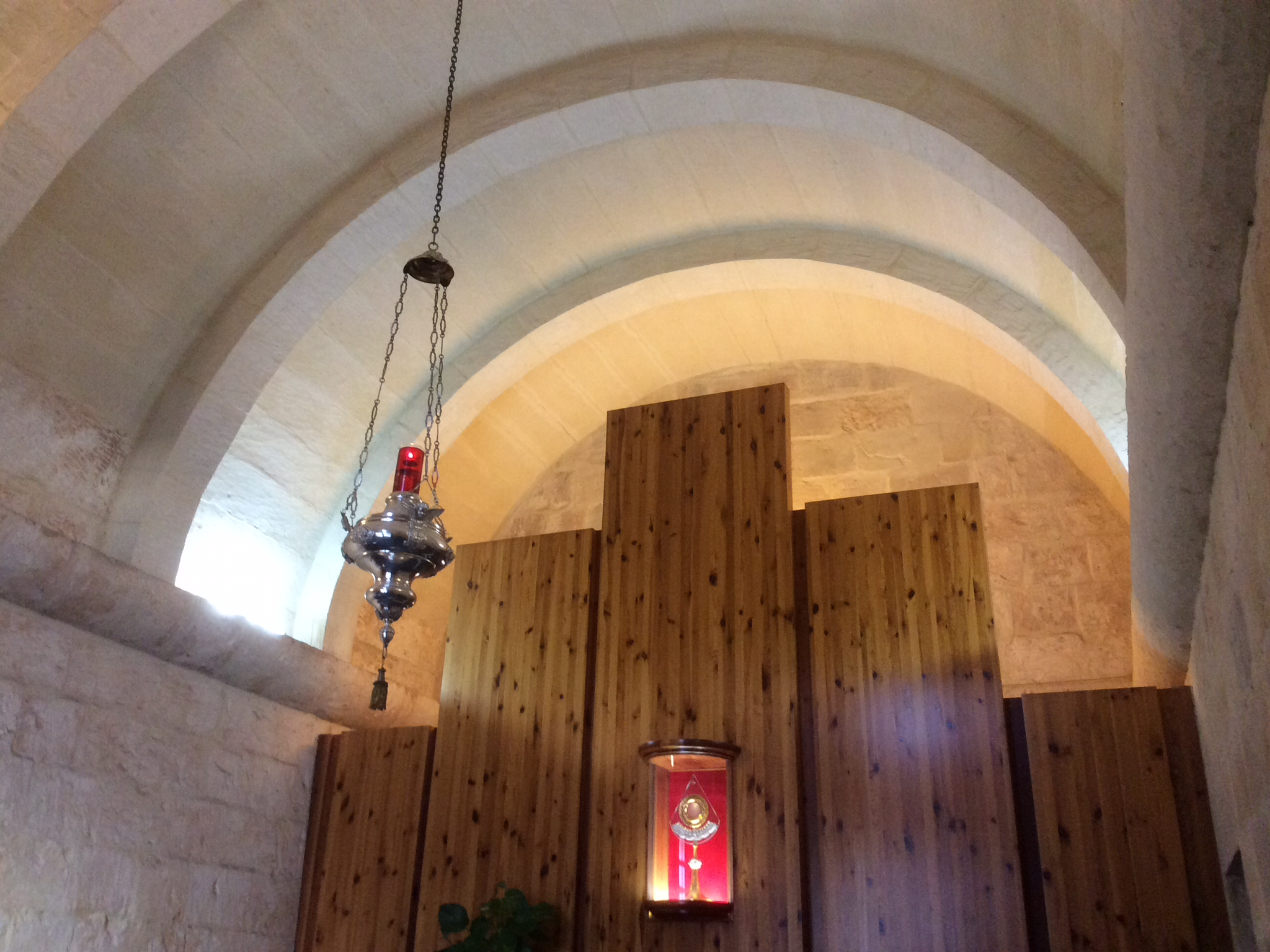
Wnętrze kaplicy

### Wnętrze
Wnętrze kaplicy jest niewielkie, lecz zaaranżowane ze smakiem. Surowe, białe bloki wapienia dają jej godny wygląd. Sufit półkoliście sklepiony, z czterema podporami wspartymi na gzymsie, biegnącym po obu bocznych ścianach. Przed tylną ścianą zamontowana jest drewniana konstrukcja, mieszcząca niszę z eksponowanym Najświętszym Sakramentem. W kaplicy nie ma ołtarza ani obrazu tytularnego.

## Kaplica dziś
W kaplicy nie odprawia się aktualnie mszy świętych, odbywa się natomiast całodzienna adoracja Najświętszego Sakramentu.

## Ochrona dziedzictwa kulturowego
W 1994 budynek kaplicy wpisany został na listę zabytków narodowych 1. stopnia.